# Afidiíneos
Os afidiíneos (Aphidiinae) são pequenas vespas da família Braconidae, de corpo bastante frágil e que atacam pulgões (insetos afídeos, da ordem Hemiptera) sobre as plantas, sobretudo nos jardins. Por conta de seus hábitos de vida, há bastante estudo sobre estas vespas como agentes de Controle Biológico de pragas de afídeos, principalmente sobre cultivos de flores e hortaliças.
Morfologicamente, são vespinhas que medem entre 1,5 e 3,5 mm, geralmente pretas, com exoesqueleto flexível (pouco esclerotizado). Diferenciam-se de outros Braconidae por terem a união entre os segmentos T2 e T3 do metasoma flexível, de forma que quando vão atacar seu hospedeiro esta estrutura flexiona-se para frente por debaixo do corpo. O ovipositor das fêmeas é, no entanto, curto; fêmeas das tribos Aphiidini e Trioxini apresentam prolongações como tenazes no hipopígio (final do abdômen). Suas asas posteriores são marcantes pela veia Cu+Cu-a. Algumas tribos apresentam venação completa das asas anteriores.
Atualmente, são conhecidas apenas cerca de 70 espécies Neotropicais.